# Пам'ятки архітектури Старокостянтинівського району
У Старокостянтинівському районі Хмельницької області згідно з даними управління культури, туризму і курортів Хмельницької облдержадміністрації перебуває 6 пам'яток архітектури.
| № пп   | Місцезнаходження           | Найменування                    | Рік спорудження        |
| ------ | -------------------------- | ------------------------------- | ---------------------- |
| 1701   | м. Старокостянтинів        | Комплекс споруд оборонної башти |                        |
| 1701/1 | -»-                        | Оборонна башта                  | XVI ст.                |
| 1701/2 | -»-                        | Костьол (руїни)                 | 1612 р.                |
| 1702   | -»-                        | Костьол                         | 1754 р.                |
| 1703   | с. Новоселиця              | Палац                           | перша половина XIX ст. |
| 1704   | с. Самчики                 | Садиба                          |                        |
| 1704/1 | -»-                        | Палац                           | початок XIX ст.        |
| 1704/2 | -»-                        | Китайський будинок              | початок XIX ст.        |
| 1704/3 | -»-                        | Брама та прибрамні будинки      | початок XIX ст.        |
| 1705   | -»-                        | Церква                          | XVIII ст.              |
| 1706   | с. Старий Остропіль Церква | 1840 р.                         |                        |
|        |                            |                                 |                        |